# Principalía

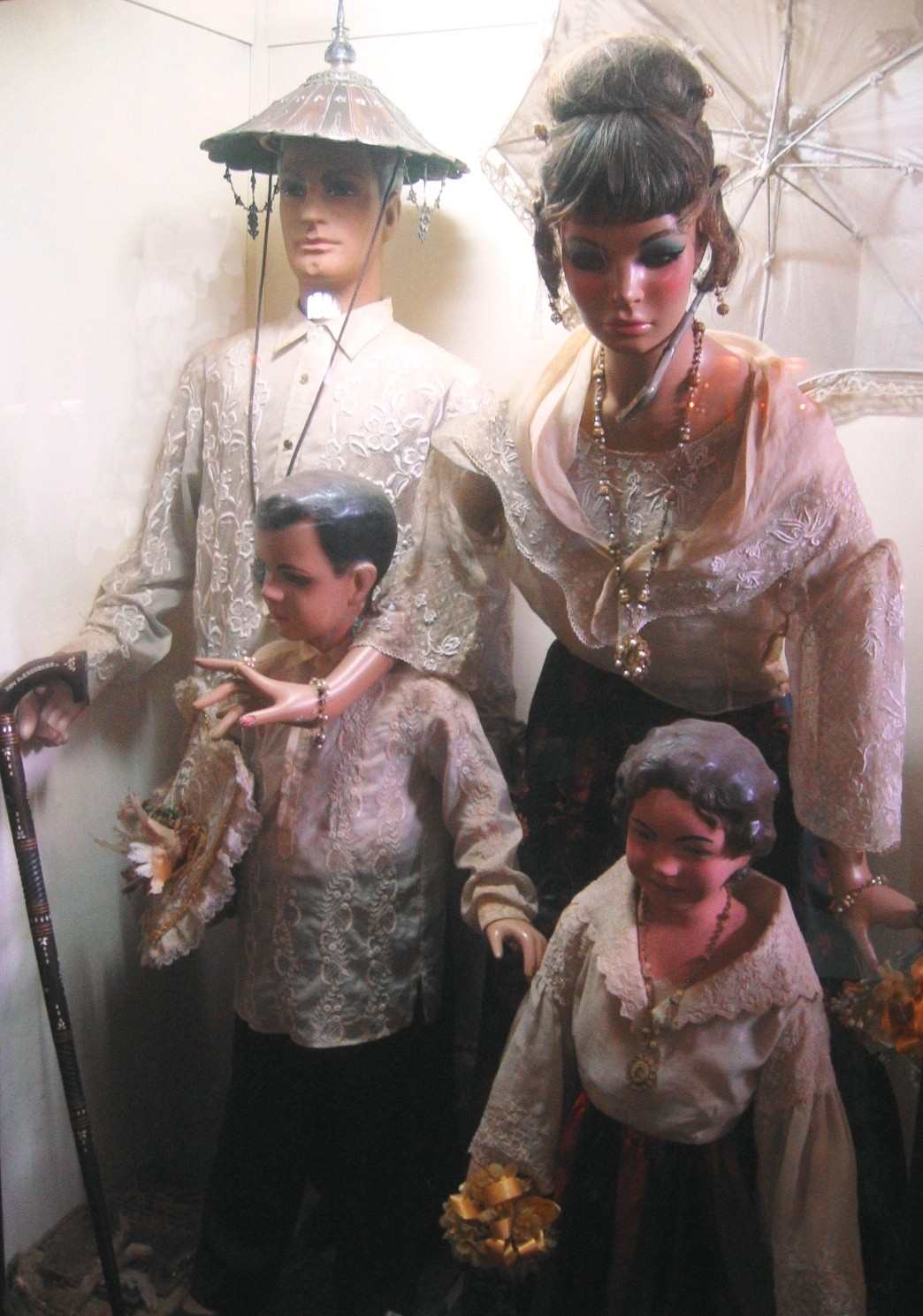
Costume tipico di una famiglia della Principalía della fine del XVIII secolo in mostra al Museo di Villa Escudero San Pablo, Filippine.

La Principalía, o classe nobile, fu la classe governante e spesso l'alta classe sociale delle città delle Filippine spagnole, comprendente il gobernadorcillo, che aveva funzioni simili a quelle di un moderno sindaco, e le cabezas de barangay (teste del Barangay), che governavano i distretti in cui il paese era suddiviso. La distinzione o lo status di appartenenza alla principalía era per diritto ereditario. Ad ogni modo, essa poteva essere acquistata, come attestato da decreti reali come quello del 20 dicembre 1863 (siglato a nome della regina Isabella II di Spagna) per il Ministro delle Colonie, José de la Concha.
Questa classe privilegiata fu esentata dal pagamento dei tributi alla Corona Spagnola durante tutto il periodo coloniale. Essa era la vera aristocrazia delle Filippine coloniali, che potrebbe essere comparabile alla classe del patriziato dell'antica Roma. I principales (membri della principalía) riportavano le loro origini alla realtà pre-coloniale e alle classi nobili di Datu, dei regni, dei rajahti, delle confederazioni e dei principati, oltre che delle signorie più piccole dei cosiddetti barangays Visayas, Luzon, e Mindanao. I membri di questa classe avevano privilegi esclusivi: solo i membri della Principalía potevano votare, essere eletti ai pubblici uffici e ottenere il titolo di don o doña.
Il gobernadorcillo durante il suo incarico riceveva un salario nominale previsto non dal governo ma dalla disponibilità dei fondi pubblici.
I principales dovevano inoltre provvedere l'assistenza necessaria alle varie parrocchie, aiutandole nella costruzione di chiese e nelle attività pastorali e religiose; essi spesso avevano maggior successo nel conquistarsi la fiducia dei nativi. Più spesso, il clero era il solo rappresentante della Spagna in molte parti dell'arcipelago. Sotto il Patronato Real della Corona Spagnola, questi chierici spagnoli furono anche ambasciatori del re, e promotori del reame.
Con la fine della sovranità spagnola sulle Filippine, dopo la Guerra ispano-americana del 1898 e l'introduzione di un regime democratico repubblicano durante il periodo dell'occupazione americana, la Principalía ed i suoi membri persero la loro autorità legale e i loro privilegi sociali. Molti, ad ogni modo, furono in grado di integrarsi nella nuova struttura sociopolitica, mantenendo influenza e potere.

## Storia

### Principati pre-coloniali

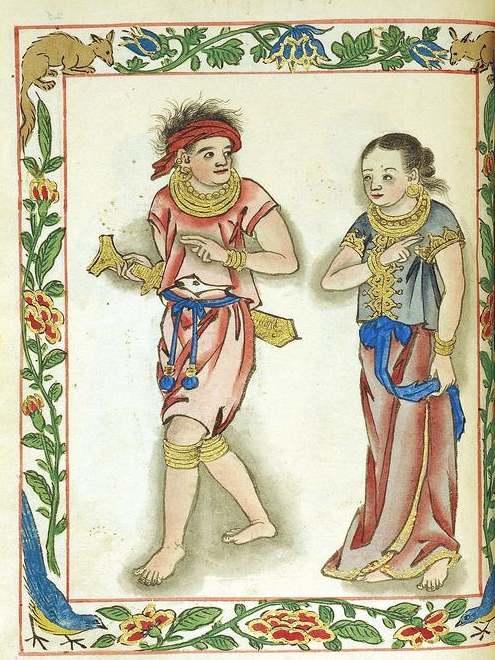
Ritratto di una coppia di nobili filippini prima della conquista spagnola rappresentati nel Codice Boxer.

Dall'inizio del periodo coloniale nelle Filippine, il governo spagnolo costruì un sistema di organizzazione sociopolitica sul modello precedente alla conquista (barangay), cooptando i principi tradizionali ed i loro nobili, lasciandoli quindi governare in maniera indiretta. I barangays in alcune aree costiere come Panay, Manila, Cebu, Jolo e Butuan, con culture cosmopolite e relazioni commerciali con altri paesi in Asia, si trovavano ad essere dei principati indipendenti (Kinadatuan) già prima della venuta degli spagnoli. In altre regioni, anche se i barangays non costituivano vasti appezzamenti di territorio, erano presenti società organizzate dominate da una locale aristocrazia. Il gruppo degli aristocratici in queste società pre-coloniali era chiamato datu. I suoi membri si ritenevano i discendenti dei primi coloni dell'area o, nel caso di coloro che erano giunti successivi, di coloro che erano già datu all'epoca della migrazione o della conquista.
I doveri dei datu era di governare i loro sudditi ed alleati e di assisterli nelle loro necessità. In cambio i capi ricevevano venerazione e rispetto. I nativi pagavano inoltre un tributo al loro capo (chiamato buwis) in beni che essi stessi coltivavano o cacciavano. I discendenti di questi primi capi e i loro parenti che non ereditavano la signoria, erano comunque tenuti in considerazione e costituivano dunque la nobiltà delle Filippine antiche ed erano esentati dal rendere servizio agli altri come invece facevano i plebei (detti timawas). Il diritto di nobiltà e di capo era riservato anche alle donne come per gli uomini con pari diritti.
Molti di questi principati e signorie rimasero perlopiù non ispanizzati, in particolare presso Mindanao.

#### Principati pre-coloniali nelle Visayas
Nei principati più sviluppati delle Visayas come ad esempio a Panay, Bohol e Cebu (che non furono mai conquistati dalla Spagna ma vennero incorporati nella sfera di influenza spagnola come vassalli tramite patti, trattati e reciproche alleanze) la classe datu era al vertice dell'ordine sociale sulla giurisdizione territoriale chiamata in lingua locale Sakop o Kinadatuan (Kadatuan in antico malese; Kedaton in javanese e Kedatuan in altre parti dell'Asia sud-orientale). Questo ordine sociale era diviso in tre classi. I Kadatuan, chiamati anche Tumao, erano comparati dal Codice Boxer al titolo di signori (Señores de titulo) in Spagna. Come Agalon o Amo (signori), i datu esigevano rispetto, obbedienza e supporto da parte dei loro oripun (sudditi) e da parte dei loro timawa (vassalli, il secondo ordine), che servivano i datu come guerrieri. I timawa non pagavano tributi e non svolgevano lavori considerati "vili" al punto da essere definiti dal Codice Boxer come cavalieri o in spagnolo hidalgos. Il conquistador spagnolo, Miguel de Loarca, li descrive come "uomini liberi, né capi né schiavi". Sul finire del Seicento, il padre gesuita spagnolo Francisco Ignatio Alcina, li classificò al terzo rango di nobiltà (nobleza).
Per mantenere la purezza del loro sangue, i datu si sposavano solo al loro interno, spesso cercando di aumentare il loro rango con matrimoni prestigiosi che venivano compensati in parte con rendite, gioielli o schiavi. Nel contempo, i datu serbavano le loro figlie come "merce di scambio" per fruttuosi matrimoni. Queste nobildonne d'alto rango erano chiamate binokot ed i datu di pura discendenza (almeno quattro generazioni) erano chiamati "potli nga datu" o "lubus nga datu" mentre le donne di nobile lignaggio (specialmente se anziane) erano indicate dai visayani come "uray" (col significato di "pure come l'oro").

### Le classi nobiliari durante la dominazione spagnola

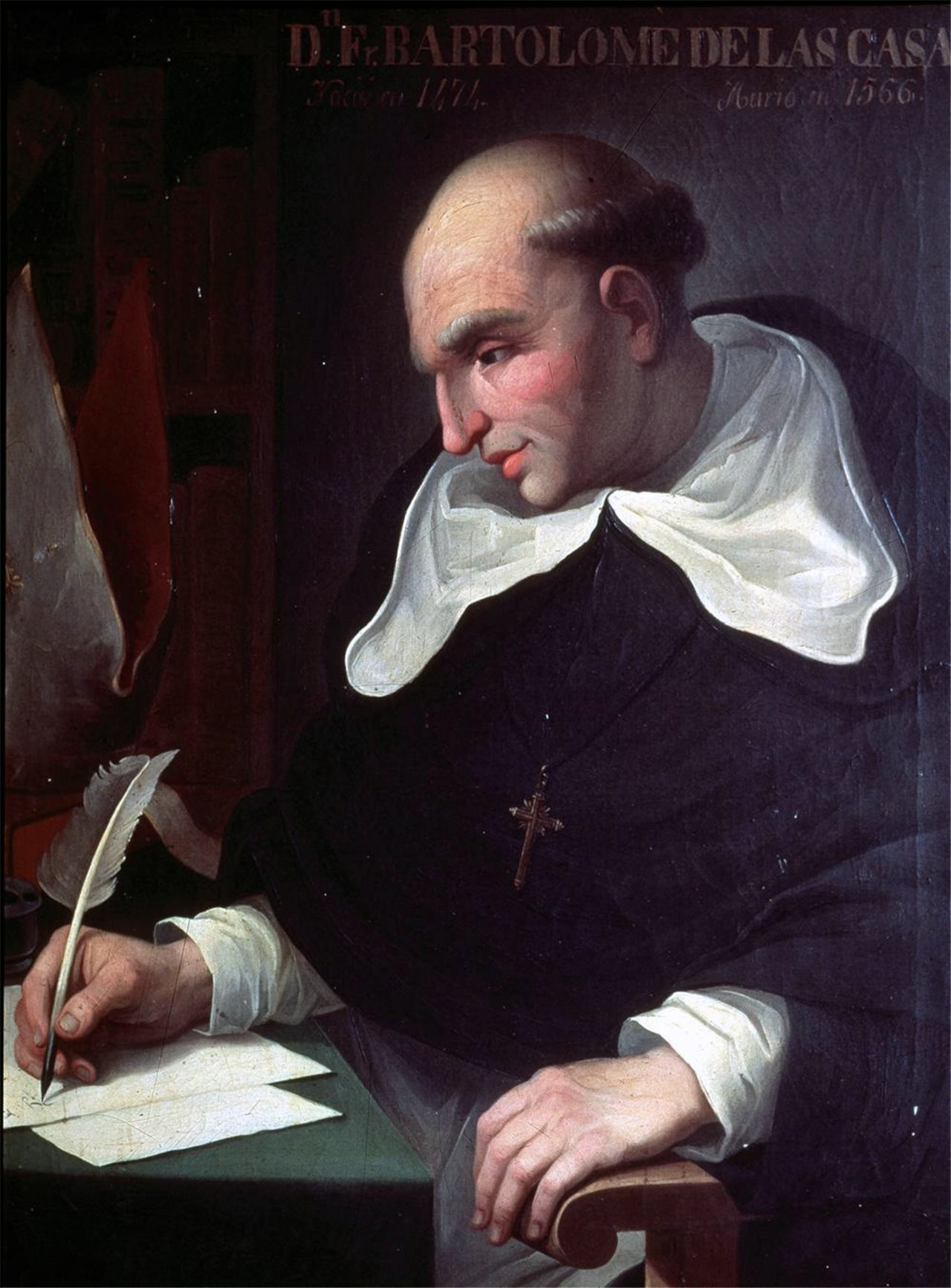
Fra Bartolomeo de las Casas

Quando gli spagnoli espansero i loro domini nelle Americhe e quindi verso le Indie Orientali, incontrarono differenti culture che già esistevano in questi territori, con differenti strutture sociali (più o meno complesse), ma tutte avevano in comune l'avere una classe regnante che deteneva il potere e determinava i destini dei popoli e dei territori sotto il suo controllo. Queste élite vennero accuratamente categorizzate dagli spagnoli e paragonate immediatamente al sistema nobiliare europeo dell'epoca così da distinguere subito i ruoli e le differenti aree di influenza. Fra Bartolomeo de las Casas, ad esempio, comprese che i nobili indigeni erano "(...) principi e infanti come quelli di Castiglia." Juan de Matienzo, durante il suo governo del Perù, disse che "Caciques, curacas e principales sono i principi nativi degli indiani." Nel Lexicon di Fra Domingo de Santo Tomás e Diego González Holguín, così come nell'opera di Ludovico Bertonio, vi furono diversi tentativi di identificare la società pre-ispanica, comparando i titoli antichi con la controparte in uso presso la penisola iberica.
Il medesimo approccio venne usato dagli spagnoli anche nelle Indie Orientali.
La principalía era il primo Stato dei quattro in uso presso la società filippina all'epoca del primo contatto con gli europei, come descritto da fra Juan de Plasencia, pioniere missionario francescano nelle Filippine. Loarca e l'avvocato canonico Antonio de Morga, classificarono la società in tre stadi (governanti, governati e schiavi) ed affermarono inoltre la preminenza dei principales nella società filippina dell'epoca. Tutti i membri del primo Stato (i datu) erano principales qualunque posizione occupassero al governo o meno. La Real Academia Española defisce Principal una "persona o cosa che ha il principio o valore di importanza, al quale è data precedenza prima degli altri". Questo termine spagnolo fu il meglio adatto a descrivere il primo Stato della società dell'arcipelago filippino nei confronti della mentalità spagnola occidentale dell'epoca. Il Dizionario di Tagalog del 1613 indica tre termini per chiarificare il concetto di principalía:
1. Poon o Punò (capo) – principale o capo di una linea.
2. Ginoo – nobile di famiglia o discendenza.
3. Maguinoo – nobile parente.

Il termine spagnolo Señor (signore) era adatto a tutti e tre i termini, che si distinguevano dai nouveau riche chiamati maygintao (uomo con oro o hidalgo per ricchezza e non per lignaggio).

#### La nobiltà locale e le leggi delle Indie

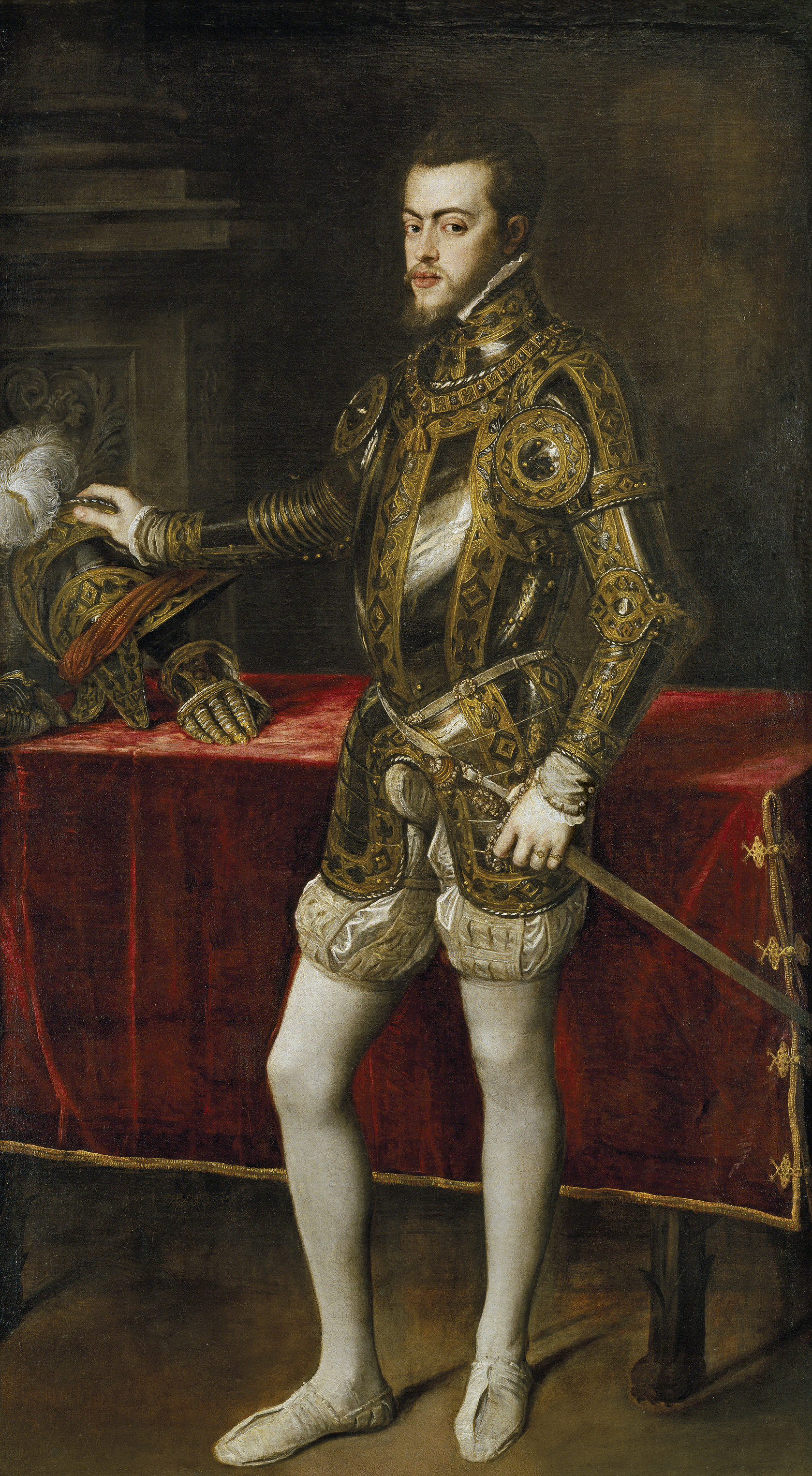
Re Filippo II di Spagna

Nel titolo VII, libro VI (dedicato ai cacicchi) della Recopilación de las leyes de los reynos de Las Indias, noto anche come Leggi delle Indie, si trovano diverse leggi interessanti che determinano accuratamente il ruolo dei cacicchi nella società delle Indie Orientali sotto il dominio coloniale spagnolo. Con queste leggi, la Corona Spagnola ufficialmente riconobbe i diritti dei principati pre-ispanici. Specificatamente, le leggi 1, 2 (dedicate ai territori americani) e la legge 16, istituita da Filippo II l'11 giugno 1594 (simile alle precedenti) col proposito di assicurare che i principales delle Filippine fossero trattati con dignità e che avessero delle cariche di governo. Ad ogni modo, le previsioni estese per i cacicchi filippini si uniformarono a quelle di tutti gli altri cacicchi sotto il governo spagnolo
Intenzionato ad ogni modo ad implementare il governo indiretto della Spagna nelle Filippine, re Filippo II ordinò con una nuova legge dell'11 giugno 1594 che gli onori e i privilegi e gli onori dei governanti, che pure facevano parte delle locali famiglie aristocratiche o reali dei principati esistenti (che in seguito accettarono la fede cattolica e gli divennero sudditi), dovessero essere mantenuti e protetti. Egli ordinò inoltre ai governatori spagnoli delle Filippine di trattare questi nativi come fossero nobili spagnoli. Il re inoltre ordinò che i nativi dovessero tributare a questi nobili il medesimo rispetto che ne avevano prima della conquista, senza pregiudizi per il nuovo governo spagnolo sopraggiunto.
Il decreto reale riportava testualmente: "Non è giusto che i capi indiani delle Filippine siano in condizioni peggiori di prima dopo la conversione; essi piuttosto dovrebbero essere nuovamente trattati con amore e lealtà, di modo che le benedizioni di Dio continuino a comunicare loro la Sua conoscenza, oltre a benedizioni temporali in aggiunta con le quali possano vivere in pace e tranquillità. Ancora ordiniamo che i governatori di queste isole mostrino buoni intenti e fiducia nei confronti degli indigeni, con quanti erano al governo, con quanti erano signori delle loro terre. In tutti questi casi i governatori dovranno tributare rispetto a questi capi, e gli indiani dal canto loro dovranno ricambiare come facevano durante il periodo del loro paganesimo, continuando a lodare i loro capi senza pregiudizio per i tributi che ci devono."
Con questa legge, i nobili filippini locali divennero encomenderos (fiduciari) anche del re di Spagna, che governò indirettamente il paese attraverso questi nobili, sotto la supervisione ovviamente degli ufficiali coloniali spagnoli.
Il sistema di governo indiretto aiutò la pacificazione nelle aree rurali, e istituzionalizzò il governo e il ruolo delle classi alte, chiamate "principalía" o "principales", sino alla caduta del regime spagnolo nelle Filippine nel 1898.
Il dominio spagnolo apportò notevoli modifiche alla vita ed all'economia della società indigena. Lo spostamento dell'enfasi dall'agricoltura marginale e debole, privò i capi locali della loro stessa natura a scapito degli hildalgo spagnoli, in particolare nel mondo del commercio delle Visayas e dalla fine del Cinquecento il potere dei capi locali si era molto ridotto.
Dalla fine del Seicento, qualunque nobile filippino o hidalguía ormai era scomparso ed omogeneizzato alla nobiltà spagnola e cristiana – la principalía. Si notò subito come i territori ne pressi della sede del governo coloniale godessero di minori privilegi rispetto a quelli distanti dove il controllo spagnolo era meno significativo e l'ordine poteva essere mantenuto senza l'uso di misure coercitive, dove inoltre la successione ereditaria continuò ad essere mantenuta sino a quando la Spagna non perse l'arcipelago locale. I territori distanti rimasero società patriarcali dove la popolazione mantenne grande rispetto per i principalía.

#### L'emergere della classe deimestizo

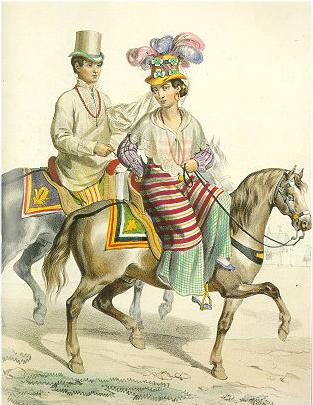
Rappresentazione francese di una coppia meticcia spagnola-filippina c. 1846.

La principalía era ovviamente molto più grande e influente da prima della conquista spagnola. Questo aiutò a creare e perpetuare un sistema oligarchico nelle colonie spagnole che perdurò per oltre trecento anni servendo da collegamento tra le autorità spagnole e gli abitanti locali. Il governo spagnolo proibiva agli stranieri di acquistare della terra nelle Filippine e questo contribuì alla formazione di una oligarchia. In alcune province delle Filippine, molti spagnoli e mercanti stranieri si sposarono con rappresentanti della nobiltà locale. Da queste unioni, nacque un nuovo gruppo culturale quello dei mestizo. I loro discendenti divennero poi parti influenti del governo e della principalía.
L'aumento della popolazione nell'arcipelago locale, oltre alla presenza crescente di cinesi e mestizo portò ad ulteriori cambiamenti sociali ed alla creazione di nuovi membri della principalía per questi settori della società coloniale filippina. A questo proposito, vennero promulgate leggi pertinenti, come il già menzionato decreto del 20 dicembre 1863 (siglato da Isabella II) per il ministro delle colonie, José de la Concha, il quale indicava le condizioni per l'ingresso o la promozione nella principalía, tra cui primeggiava la capacità di parlare il castigliano.

#### LaCedula Realdi Carlo II e la nobiltà indigena
L'emergere della classe mestizo fu un fenomeno sociale non localizzato solo nelle Filippine. Il 22 marzo 1697, Carlo II di Spagna decise quindi di decretare la Cedula Real su questo fenomeno. La Cedula concedeva delle distinzioni alle classi di persone nella struttura sociale delle Colonie della Corona e definiva i diritti e privilegi dei funzionari coloniali. Facendo questo, il monarca spagnolo andava a toccare un altro aspetto della vita della società coloniale come ad esempio lo status dei nobili indigeni, estendendo a questi ed ai loro discendenti la preminenza e gli onori attribuiti agli hidalgo di Castiglia. La Cedula Real stabiliva:

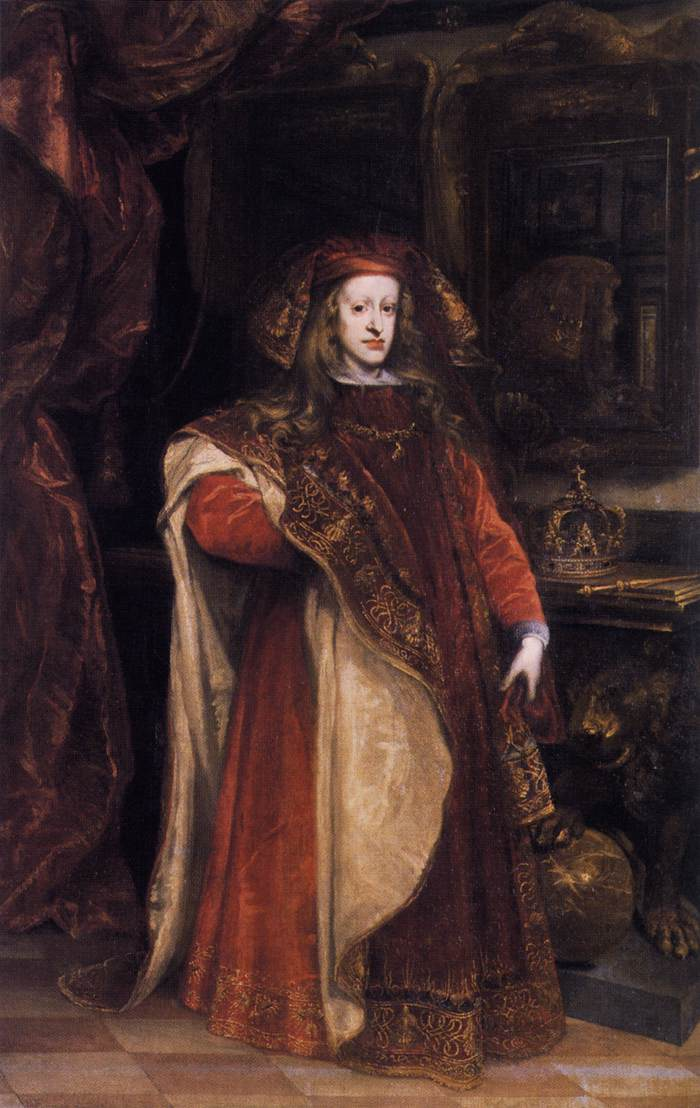
Carlo II mentre indossa l'abito dell'Ordine del Toson d'oro nel 1673, ritratto di Juan Carreño de Miranda.

"Tenendo in mente le leggi proclamate dai miei progenitori, le loro maestà i re, e me stesso, ordino che sia riservato un buon trattamento, assistenza, protezione e difesa ai nativi indiani delle Americhe, che ci si prenda cura di loro, che mantengano i loro privilegi ed onori come tutti gli altri vassalli della mia Corona. Penso che tutto ciò sarà utile al bene pubblico ed andrà a beneficio degli indiani ed al servizio di Dio e mio. Di conseguenza, tutto ciò si dovrà per rispetto anche ai mestizos indiani, di cui anche gli arcivescovi e i vescovi delle indie sono incaricati secondo l'art. 7, titolo VII, libro I delle Leggi delle Indie, di ordinarli sacerdoti se ne facciano richiesta, attenti alle presenti circostanze e se anche questi mestizos facciano richiesta per divenire religiosi, essi [vescovi] dovranno ammetterli nei monasteri per i voti. Ma si tenga presente che il requisito per avere accesso ai ruoli ecclesiastici regolari o secolari, al governo, alle posizioni politiche o militari, sarà la purezza di sangue e, con i suoi Statuti, la condizione di nobiltà dove vi sia distinzione tra indiani e e mestizos, perché tutti sono discendenti dei notabili indiani chiamati cacicchi né si debbano ritenere in secondo piano quanti sono ancora pagani. Si stabilisce inoltre che tutti i privilegi concessi agli hidalgos in Castiglia siano attribuiti anche ai capi indiani ed ai loro discendenti; e che essi possano partecipare in ogni comunità dove sia richiesto il ruolo dei nobili [...] Questo tipo di nobiltà dovrà essere mantenuta in privilegio il meglio possibile e riconosciuta tra i cacicchi, secondo quanto stabilito dal titolo VII, libro VI delle Leggi delle Indie."
La Cedula Real rafforzò dunque i benefici di molti nobili indigeni nelle Filippine, venendo quindi equiparati agli hidalgos spagnoli e prove di questo le si possono trovare ancora oggi nell'Archivio Militare Generale di Segovia dove la qualifica di "nobile" che si ritrova nei registri è attribuita anche a quei filippini che sono entrati a far parte delle accademie militari spagnole ed i cui antenati erano cacicchi, encomenderos, notabili Tagalogs, capi locali, governatori o quanti detennero posizioni nell'amministrazione municipale o nel governo in diverse ragioni o isole dell'arcipelago filippino. Questo aspetto del governo spagnolo nelle colonie appare molto più marcato nelle Filippine che non in America.

## Tradizioni matrimoniali

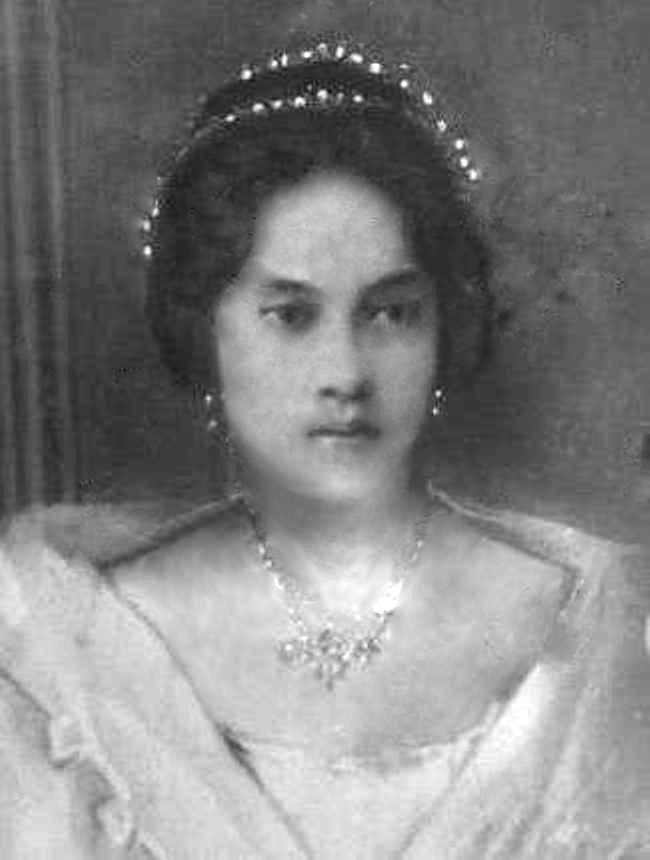
Una mestiza spagnola (di razza mista) appartenente alla principalía.

Anche se la principalía godeva di molti privilegi, vi erano comunque delle limitazioni sotto il dominio spagnolo. Un membro della principalía non poteva divenire governatore e capitano generale (Gobernador y Capitán General) delle Filippine, né poteva divenire governatore provinciale(alcalde mayor). Ipoteticamente, un membro della principalía poteva ottenere la posizione di governatore provinciale solo se, ad esempio, una nobildonna della principalía avesse sposato un uomo spagnolo nato nelle Filippine (uno degli Insulares) di elevato rango sociale. In quel caso i suoi figli sarebbero stati classificati come bianchi (o blanco). Ad ogni modo, questo non dava comunque garanzie necessarie per ottenere posizioni di rilievo perché comunque si riteneva che i mestizos non potessero garantire tutta questa lealtà nei confronti della Corona Spagnola.
Malgrado queste condizioni personaggi come Marcelo Azcárraga Palmero divennero ad interim primo ministro di Spagna l'8 agosto 1897 sino al 4 ottobre di quello stesso anno. Nel 1904 gli venne garantito il cavalierato dell'Ordine del Toson d'oro (l'unico mestizo ad averlo ottenuto).
Questa situazione nell'arcipelago delle Filippine, ad ogni modo, contribuì a creare una sorta di immobilità sociale e di chiusura, anche se ciò sembrava non preoccupare particolarmente la nobiltà locale che era più attenta a condurre i propri affari piuttosto che preoccuparsi con l'ambizione di raggiungere prestigiose posizioni di governo.
I sindaci delle città ricevevano un salario annuale di 24 pesos che era una cifra irrisoria se paragonata allo stipendio di 1.600 percepito dal governatore provinciale o ai 40.000 pesos del governatore generale delle Filippine. Anche se il salario del gobernadorcillo non era soggetto a tassazione, esso comunque non era sufficiente a coprire tutte le spese del mantenimento di quella posizione e questo spiega perché alla carica di governadorcillo venissero eletti principalmente i ricchi.

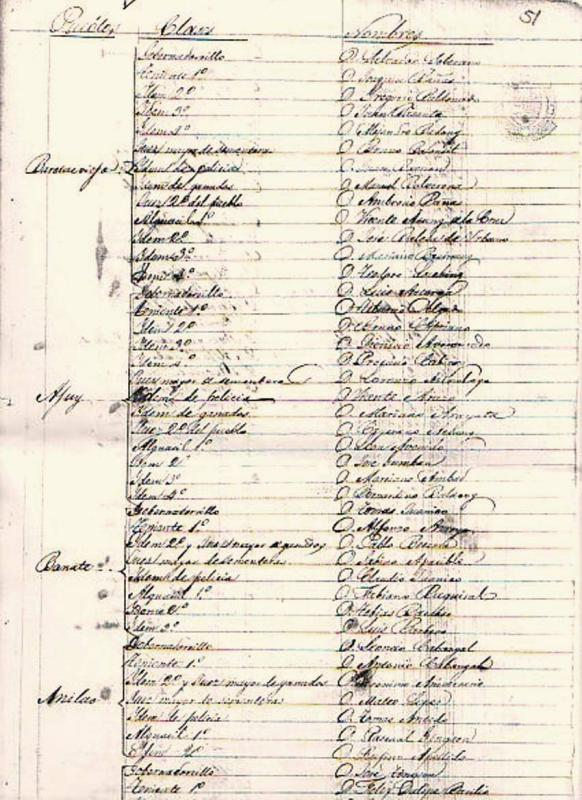
Verbale di elezione municipale del 1855 delle città di Banate, Ajuy, Barotac Viejo e Anilao, Iloilo, dove solamente i principales vi presero parte.

I principales tendevano a sposare unicamente gente della loro classe sociale per mantenere potere e ricchezza accumulati, evitando comunque unioni incestuose e quindi evitando persino di sposare dei cugini come invece faceva la nobiltà europea. In molti casi, i membri della principalia sposarono ricchi mercanti cinesi (Sangley) che nella colonia avevano fatto fortuna.
Oltre alla ricchezza, entrava il gioco la purezza della sposa che per l'educazione cattolica dei membri della principalia ed agli occhi dei filippini in generale, doveva necessariamente essere vergine al momento del matrimonio.
I figli nati fuori dal matrimonio, anche se avuti con spagnoli, non erano accettati nella principalia ed anzi erano ostracizzati dalla società conservatrice coloniale e chiamati sprezzantemente "anák sa labás", letteralmente "figli dal fuori", ovvero nati fuori dal matrimonio.
Durante gli ultimi anni del regime coloniale spagnolo vi furono degli sforzi per portare la rappresentazione delle Filippine alle Cortes spagnole attraverso i principales e questa mossa interessò principalmente quanti avessero studiato in Spagna o comunque in Europa (Ilustrados). L'iniziativa, comunque, venne snobbata dai colonizzatori che si rifiutarono di concedere comunque uguali diritti ai nativi.
Sul finire del XIX secolo, le turbolenze locali, la discriminazione razziale, gli abusi dei coloni occidentali e le tensioni interne si acuirono ulteriormente. Questa situazione venne pubblicizzata dallo scrittore e capo del Movimento della Propaganda, José Rizal, nelle sue novelle: Noli Me Tángere e El Filibusterismo. Questi fatti portarono presto ad una irreversibile rivoluzione.

## Simboli distintivi di classe

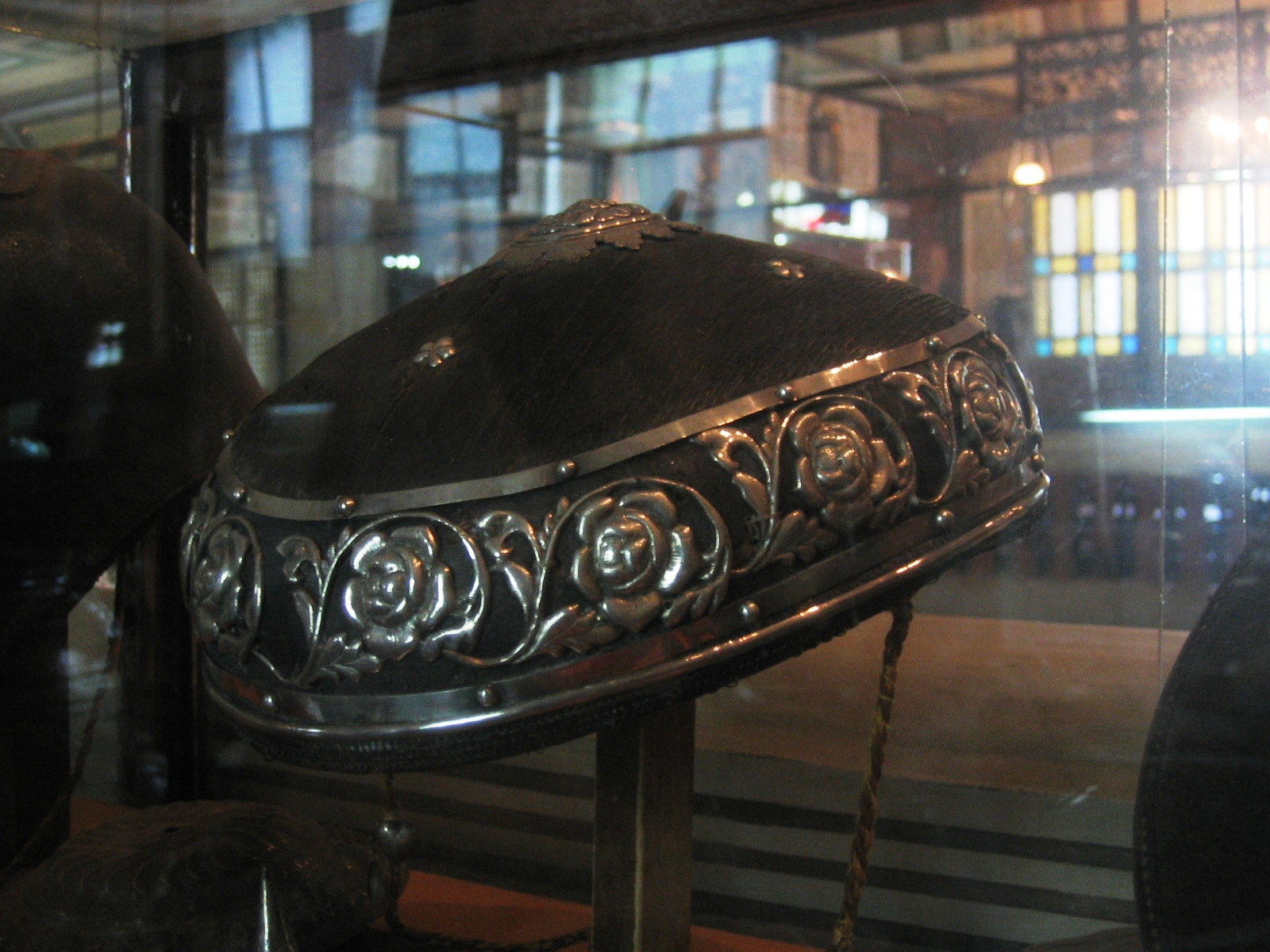
Un salakot d'argento

Durante l'ultima parte del periodo coloniale spagnolo, la classe aristocratica dei proprietari terrieri di fede cristiana iniziò ad adottare degli abiti tipici ed a portare dei segni distintivi. L'abito era costituito da una giacca nera, pantaloni alla europea, un cappello a fungo (chiamato salakot) e fasce colorate in velluto; molti indossavano scarpe di vernice o di pelle finemente lavorate. Il Gobernadorcillo portava inoltre un bastone distintivo, mentre i suoi vice avevano ciascuno una piccola verga. Nelle grandi cerimonie, i membri della principalia indossavano dei vestiti formali con un cappello coronato in cima. Indossavano un distintivo salakot, un cappello tipico delle Filippine indossato già durante il periodo pre-coloniale, ma al contrario dei materiali poveri con cui era solitamente realizzato, quello dei membri della principalia era realizzato con materiali preziosi come guscio di tartaruga e metalli come argento o, talvolta, oro. Questi cappelli erano spesso decorati anche con monete o pendenti di gran valore.